# Flamanville, Seine-Maritime

Flamanville este o comună în departamentul Seine-Maritime, Franța. În 1 ianuarie 2022 avea o populație de 466 de locuitori.